# Wayne Gretzky
Wayne Gretzky Douglas CC (/ˈɡrɛtski/; sinh ngày 26 tháng 1 năm 1961) là một cựu vận động viên chuyên nghiệp và cựu huấn luyện viên trưởng hockey trên băng người Canada. Ông đã chơi 20 mùa giải tại Giải khúc côn cầu nhà nghề Bắc Mĩ (NHL) cho bốn đội từ 1979 đến 1999. Biệt danh là "Người vĩ đại", ông được nhiều vận động viên thể thao, cầu thủ và chính NHL gọi là "cầu thủ khúc côn cầu vĩ đại nhất". Gretzky là cầu thủ ghi bàn hàng đầu trong lịch sử NHL, với nhiều bàn thắng và điểm kiến tạo hơn bất kỳ cầu thủ nào khác. Thậm chí, ông có số điểm kiến tạo còn hơn tổng số điểm (tính cả số bàn thắng và số điểm kiến tạo) ghi được của bất kỳ cầu thủ nào khác và là cầu thủ NHL duy nhất có tổng số hơn 200 điểm trong một mùa - một kỳ tích mà ông đã thực hiện tới bốn lần. Ngoài ra, Gretzky còn có 16 mùa giải chuyên nghiệp ghi được hơn 100 điểm, 14 trong số đó là các mùa liên tiếp. Vào thời điểm giải nghệ năm 1999, ông đã nắm giữ 61 kỷ lục NHL: 40 kỷ lục mùa giải chính, 15 kỷ lục playoff và 6 kỷ lục All-Star.
Sinh ra và lớn lên ở Brantford, Ontario, Canada, Gretzky đã mài giũa kỹ năng của mình tại một sân sau và thường xuyên chơi khúc côn cầu giải nhỏ ở cấp độ vượt xa các bạn cùng lứa. Mặc dù có tầm vóc, sức mạnh và tốc độ không mấy ấn tượng, trí thông minh và khả năng đọc trận đấu của Gretzky là vô song. Anh rất giỏi trong việc tránh các kiểm tra từ những người chơi đối địch, và luôn dự đoán nơi sẽ diễn ra và thực hiện đúng động tác vào đúng thời điểm. Gretzky trở nên nổi tiếng với việc thiết lập các thế chơi đằng sau lưới của đối thủ, một khu vực có biệt danh là "văn phòng của Gretzky".
Vào năm 1978, Gretzky đã ký hợp đồng với Indianapolis Racers của WHA, nơi anh chơi một thời gian ngắn trước khi được giao dịch với đội Edmonton Oilers. Khi WHA giải thể, Oilers gia nhập NHL, nơi anh đã thiết lập nhiều kỷ lục ghi bàn và dẫn dắt đội của anh tới bốn chiếc Cúp Stanley. Hợp đồng của Gretzky với Los Angeles Kings vào ngày 9 tháng 8 năm 1988, đã có tác động ngay lập tức đến thành tích của đội, cuối cùng đã đưa họ đến Chung kết Cúp Stanley 1993, và ông được ghi nhận là người nổi tiếng về khúc côn cầu ở California. Gretzky đã thi đấu một thời gian ngắn cho St. Louis Blues trước khi kết thúc sự nghiệp của mình với New York Rangers. Gretzky đã giành được chín danh hiệu Hart Trohy với tư cách là cầu thủ xuất sắc nhất, 10 danh hiệu Art Ross Trophy cho cầu thủ ghi nhiều điểm nhất trong một mùa, hai danh hiệu Conn Smythe là MVP playoff và năm giải thưởng Lester B. Pearson (nay là Giải thưởng Ted Lindsay) cho người chơi xuất sắc nhất được đánh giá bởi đồng nghiệp của mình. Gretzky đã dẫn đầu giải đấu về số bàn thắng năm lần và hỗ trợ 16 lần, giành Cúp tưởng niệm Lady Byng về thể thao và hiệu suất năm lần, và thường lên tiếng chống lại việc đánh nhau trong khúc côn cầu.
Sau khi giải nghệ năm 1999, Gretzky ngay lập tức được giới thiệu vào Đại sảnh Danh vọng khúc côn cầu, khiến ông trở thành cầu thủ gần nhất được đưa vào Đại sảnh khi vừa mới giải nghệ. NHL đã treo chiếc áo số 99 của ông trên toàn giải đấu, khiến ông trở thành cầu thủ duy nhất nhận được vinh dự như vậy. Gretzky là một trong sáu cầu thủ được bầu chọn vào Đội hình toàn sao của Liên đoàn khúc côn cầu trên băng quốc tế (IIHF). Gretzky trở thành giám đốc điều hành cho đội khúc côn cầu nam quốc gia Canada trong Thế vận hội mùa đông 2002, trong đó đội giành huy chương vàng. Năm 2000, ông trở thành chủ sở hữu một phần của Phoenix Coyotes, và sau vụ đình công khiến toàn bộ mùa giải 2004–05 bị hủy, ông trở thành huấn luyện viên trưởng của đội. Năm 2004, Gretzky được giới thiệu vào Nhà lưu danh thể thao Ontario. Vào tháng 9 năm 2009, sau khi Phoenix Coyotes phá sản và phải chuyển đến Arizona, Gretzky đã từ chức huấn luyện viên trưởng và từ bỏ cổ phần sở hữu của mình. Vào tháng 10 năm 2016, ông trở thành đối tác và phó chủ tịch của Tập đoàn giải trí Oilers. Ông từ chức năm 2021 và hiện nay làm bình luận viên NHL cho Turner Sports.